# Gyula Farkas

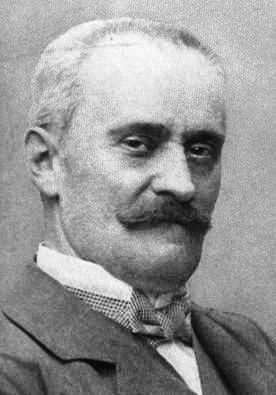
Gyula Farkas

Gyula Farkas ([ˈɟula fɒrkɒʃ], auch Julius Farkas) (* 28. März 1847 in Sárosd; † 27. Dezember 1930 in Pestszentlőrinc) war ein ungarischer Physiker und Mathematiker.
Nach ihm wurde Farkas’ Lemma benannt, ein zentraler Satz in der Dualitätstheorie der linearen Programmierung. Farkas’ Lemma wird auch „Grundsatz der einfachen Ungleichungen“ genannt.

## Biographie
Farkas besuchte zunächst das Benediktiner Gymnasium in Győr (Raab) und ging nach Pest mit der Intention Musik und Jura zu studieren. Das Jurastudium missfiel ihm ziemlich rasch und für das Musikstudium fehlte ihm (laut Zeitzeugen) das Talent. Farkas arbeitete eine Zeit lang als Privatdozent in Budapest, bevor er an die Universität zurückkehrte, um Physik und Chemie zu studieren.
Nach einer Anstellung als Lehrer im Gymnasium in Székesfehérvár (Stuhlweißenburg) unterrichtete er ab 1874 die Kinder von Géza Batthyány, Graf von Polgárdi, in den Fächern Mathematik und Physik. Endlich hatte er Zeit, in der Mathematik und Physik zu forschen, unter anderem in einem für die Unterrichtszwecke eingerichteten Physiklabor. Er erhielt auch die Gelegenheit zu Forschungsreisen in das Ausland.
Farkas beeindruckende Publikationsliste in Comptes Rendus, den Berichten der Pariser Académie des sciences, bescherte ihm 1880 einen Ruf an die Universität in Budapest als Dozent für Funktionentheorie. Bei seinen funktionentheoretischen Untersuchungen sind insbesondere seine Beiträge zur Iterationstheorie zu nennen. So gab er 1884 Bedingungen für die Lösbarkeit der
Schröderschen Funktionalgleichung. Im Januar 1887 wurde er zum (außerordentlichen) Professor an der Universität von Kolozsvár (heute Cluj-Napoca) berufen, im folgenden Jahr wurde er dort ordentlicher Professor. Die Ungarische Akademie der Wissenschaften wählte ihn am 6. Mai 1898 zum Mitglied. Während seiner Laufbahn an der Universität von Kolozsvár war Farkas zeitweise als Dekan und später als Rektor tätig.
Im Jahr 1915 ging Farkas auf Grund seines stark nachlassenden Augenlichts in den Ruhestand. Nach dem Tod seiner ersten Ehefrau hatte Farkas wieder geheiratet. Aber auch seine zweite Frau starb noch vor 1915, und so wohnte Farkas die restlichen 15 Jahre seines Ruhestands allein, bis er wenige Monate vor seinem Tod zu Verwandten zog. Farkas starb am 27. Dezember 1930 in Pestszentlőrinc.

## Mathematische Veröffentlichungen
Farkas’ wichtigste Arbeiten finden sich in den Berichten der Wissenschaftsakademie von Paris (1878–1884)
- im „Archiv der Mathematik und Physik“
- im „Journal des Mathematiques“

Seine einzeln veröffentlichten Arbeiten sind
- „Die diatonische Dur-Scale wissenschaftlich begründet“, Pest, 1870
- „Természettan elemei“ (Elements of Physics), Székesfehérvár, 1872